# گنجایش برد
گنجایش برد یا ظرفیت برد (انگلیسی: Carrying capacity)، به حداکثر میزان جمعیت یک گونه بیولوژیکی در محیط‌زیست، اطلاق می‌گردد، که با توجه به میزان مواد غذایی، زیستگاه، آب آشامیدنی و سایر نیازهای موجود در محیط، بتواند به‌طور نامحدود ادامه یابد. ظرفیت برد در ابتدا برای تعیین تعداد جانورانی مورد استفاده قرار می‌گرفت که می‌توانستند بر روی یک قسمت از زمین، بدون از بین بردن آن استفاده کنند، ولی بعدها این مفهوم به سایر جمعیت موجودات زنده همچون جمعیت‌های انسانی، توسعه پیدا کرد.